# 蕭鍵勳
蕭鍵勳（英語：Siu Kin Fan, Jon，1996年3月14日—），生於香港，香港籃球運動員，司職得分後衛，成為第6名登陸CBA的香港球員。

## 籃球生涯
蕭鍵勳生於香港，中學時期在密德薩斯中學場均20分及6籃板，在大學就讀於北伊利諾大學。
2018年3月，蕭鍵勳從美國回流加盟甲一球隊遊協。
3月23日，蕭鍵勳於對南青籃球隊的高級組銀牌賽首度登場，在收獲15分下最終遊協以79–67落敗。結果遊協無緣季後賽資格完成球季。
2018年10月15日，東方龍獅宣佈蕭鍵勳加盟，成為職業籃球員。
2019年夏天，蕭鍵勳曾到中國參加CBA選秀，可惜最終落榜。
2020年8月，蕭鍵勳再次參加CBA選秀，可惜再度落榜。
2021年3月蕭鍵勳前往內地訓練，期間曾隨數支不同球隊操練。7月，2021年CBA選秀會在青島舉行，蕭鍵勳於第二輪第5順位被山西國投隊選中。與山西國投簽下2年A2類合約。2022年9月山西國投宣布蕭鍵勳離隊。

## 外部連結
- 蕭鍵勳在中国男子篮球职业联赛
- 蕭鍵勳在Sports-Reference.com（NCAA）（英语）
- 蕭鍵勳在Eurobasket.com（球員）（英语）
- 蕭鍵勳在RealGM（英语）
- Jon Siu
- Jon Siu （页面存档备份，存于）